# Pacou
 (avril 2017).
 (octobre 2017).
Pacou, de son vrai nom Lars Lewandowski, est un musicien techno de la scène berlinoise et du label Tresor. 
Sa musique se caractérise par un son très nerveux, tout en restant proche de la techno minimaliste.

## Albums
- Recent (2001) - Konsequent
- State Of Mind (2000) - Tresor
- No computer involved (1998) - Tresor
- Symbolic language (1997) - Tresor